# 63. ročník udílení Filmových cen Britské akademie
63. ročník udílení Filmových cen Britské akademie se konal v Royal Opera House v Londýně 21. února 2010. Moderátorem ceremoniálu byl Jonathan Ross. Ocenění se předávalo nejlepším filmům a dokumentů britským i mezinárodním, které se promítaly v britských kinech v roce 2015. Nejvíce ocenění získal film Smrt čeká všude, celkem 6 cen. Nejvíce nominací získaly filmy Škola života, Avatar a Smrt čeká všude, celkem 8 cen.

## Vítězové a nominovaní

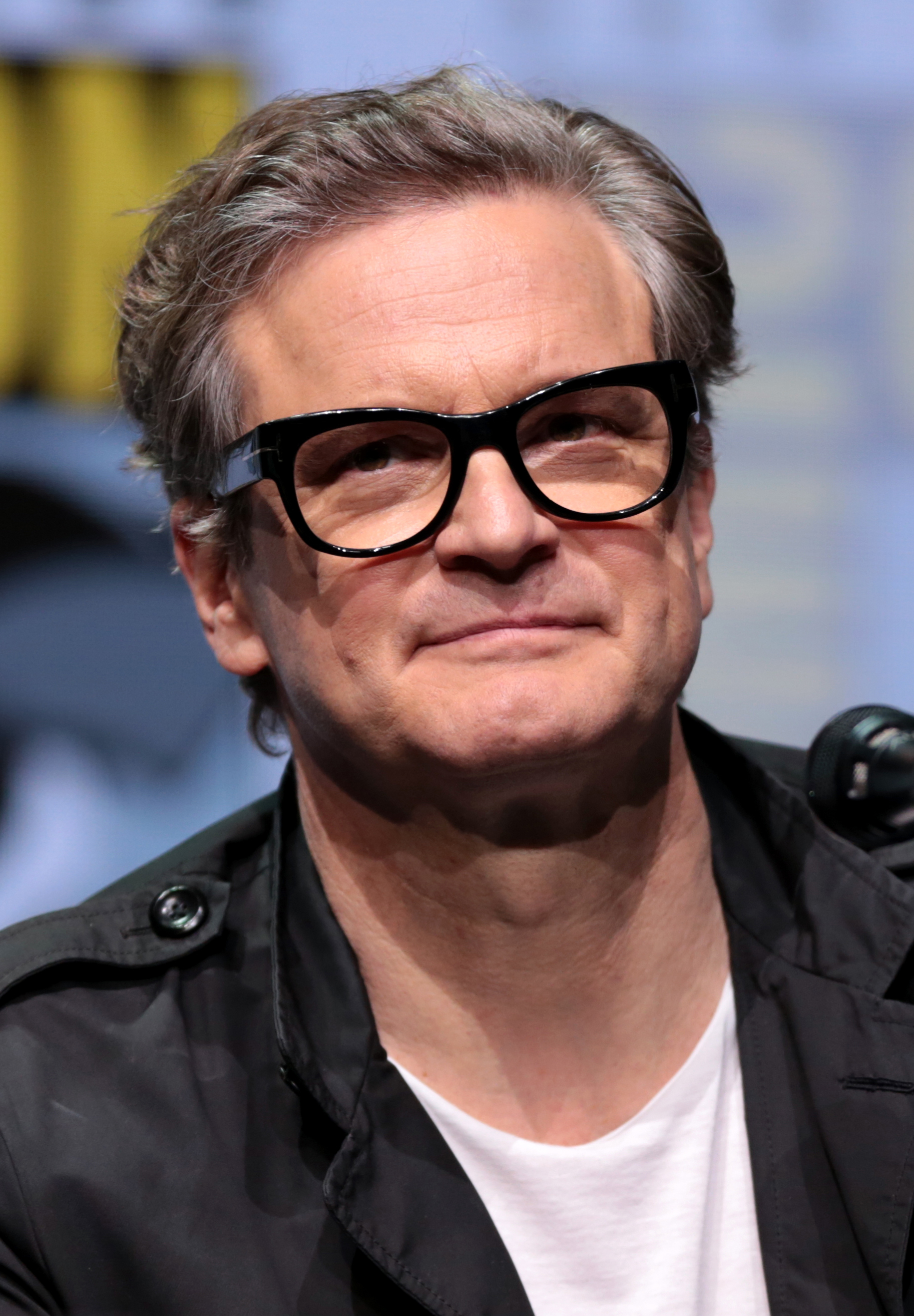
Colin Firth, vítěz v kategorii nejlepší mužský herecký výkon v hlavní

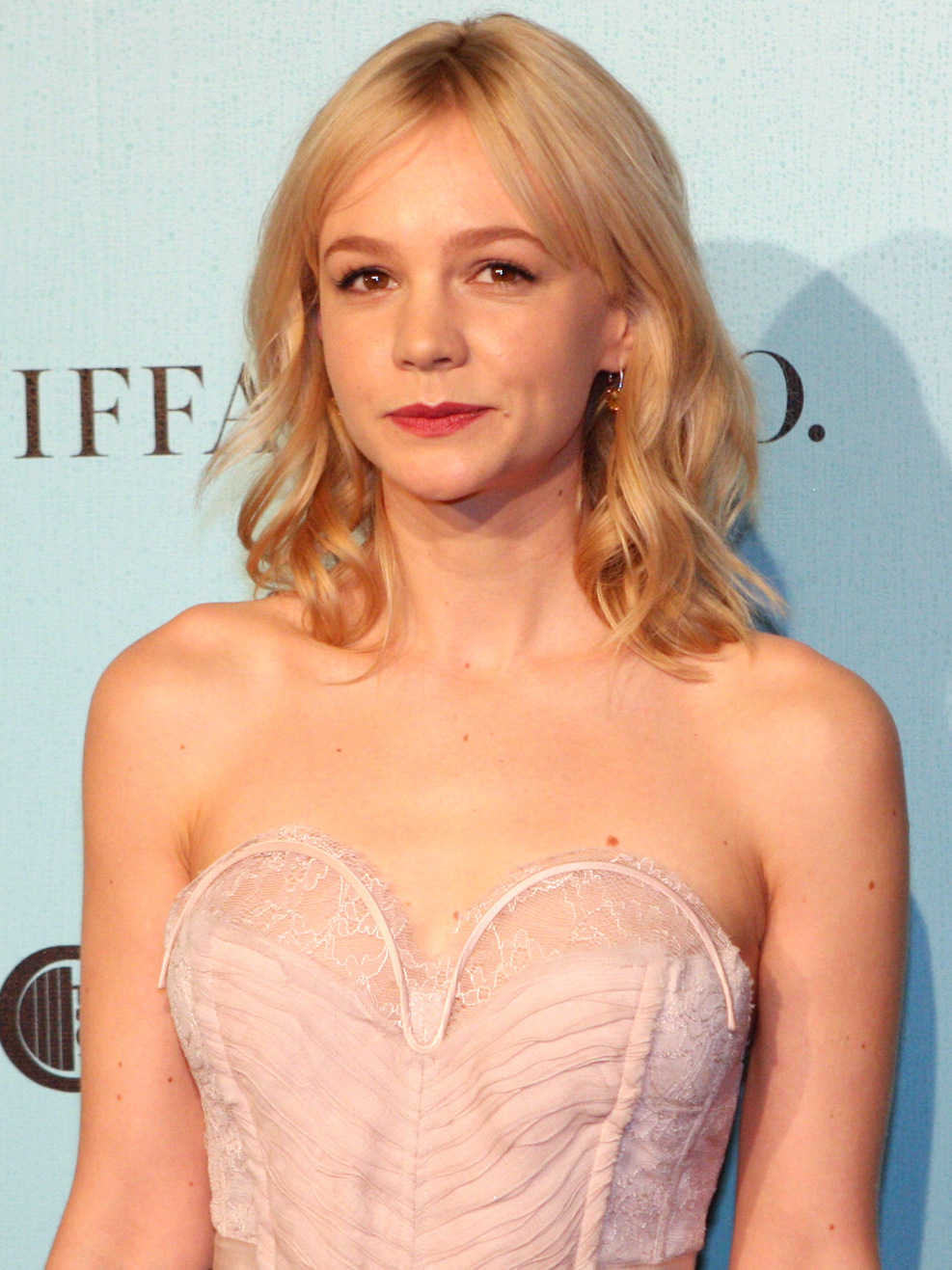
Carey Mulligan, vítězka v kategorii nejlepší ženský herecký výkon v hlavní rol

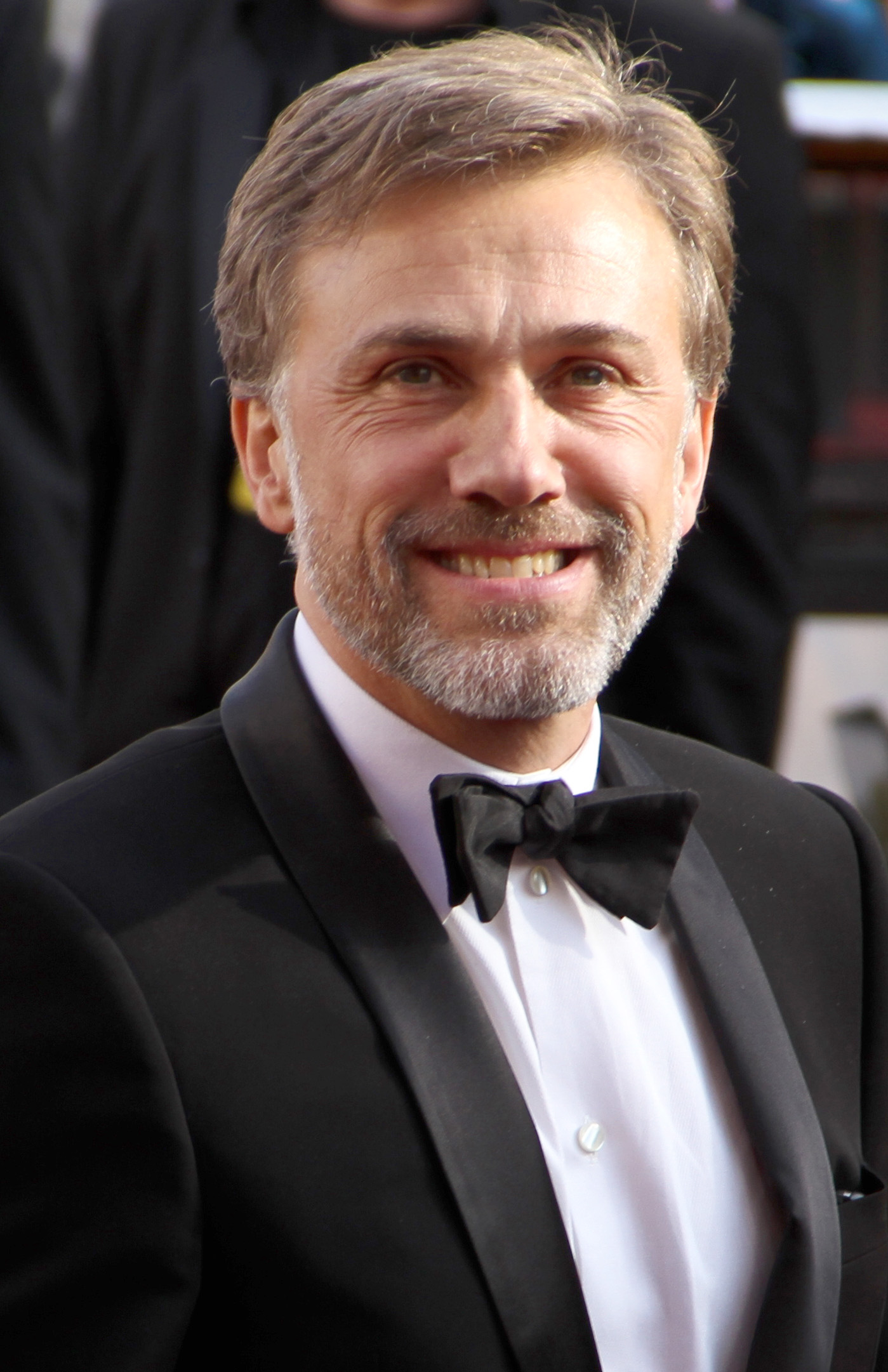
Christoph Waltz, vítěz v kategorii nejlepší mužský herecký výkon ve vedlejší roli

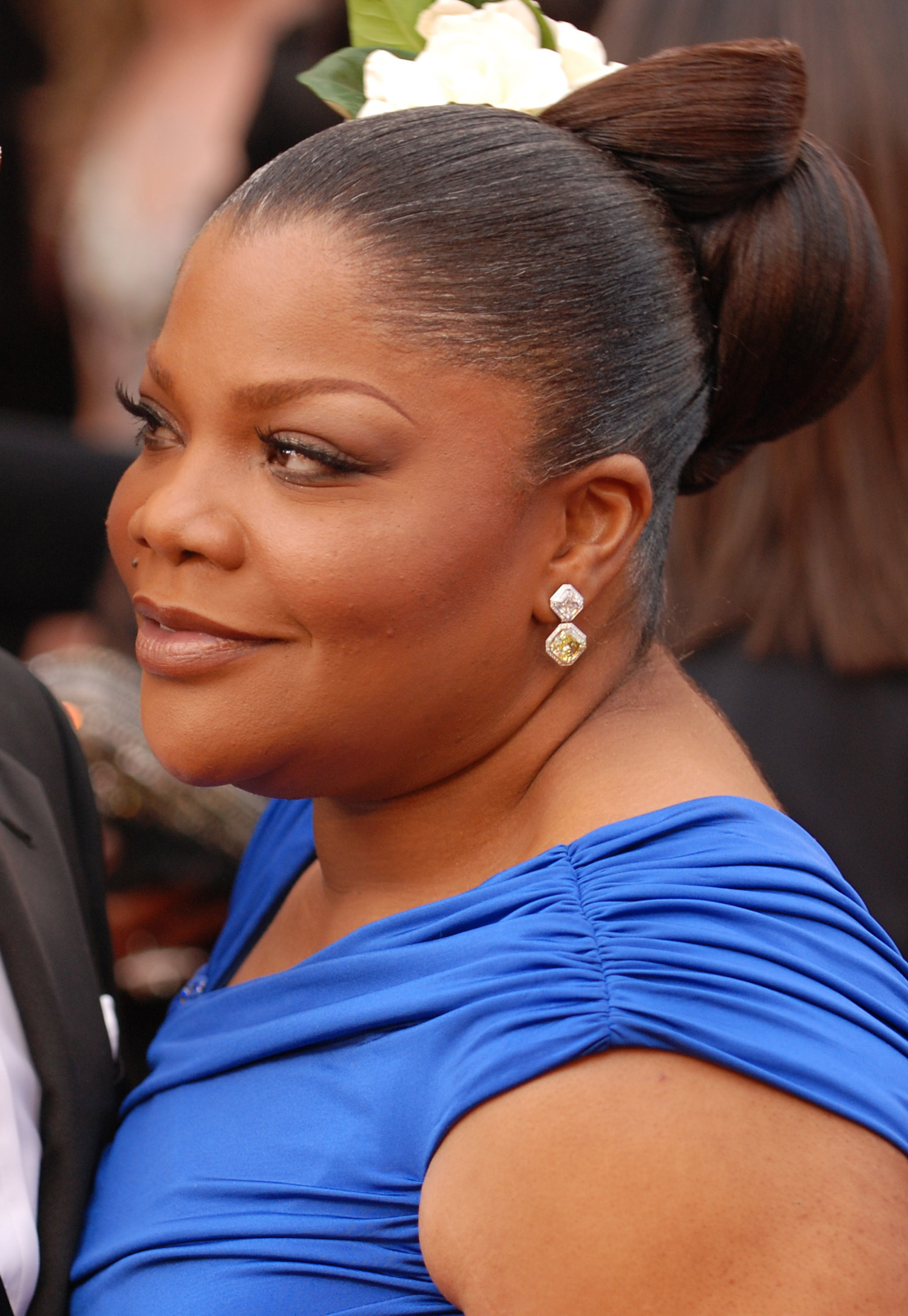
Mo'Nique, vítězka v kategorii nejlepší ženský herecký výkon ve vedlejší roli

Tučně jsou označeni vítězové.

### Academy Fellowship
- Vanessa Redgrave

| Nejlepší film | Nejlepší režisér |
| --- | --- |
| Smrt čeká všude - Avatar - Škola života - Precious - Lítám v tom | Kathryn Bigelowová – Smrt čeká všude - James Cameron – Avatar - Lone Scherfig – Škola života - Neill Blomkamp – District 9 - Quentin Tarantino – Hanebný pancharti |
| Nejlepší herec v hlavní role | Nejlepší herečka v hlavní roli |
| Colin Firth – Single Man jako George Falconer - Jeff Bridges – Crazy Heart jako Špatný Blake - George Clooney – Lítám v tom jako Ryan Bingham - Andy Serkis – Sex & Drugs & Rock & Roll jako Ian Dury - Jeremy Renner – Smrt čeká všude jako William James           | Carey Mulligan – Škola života jako Jenny Miller - Audrey Tautou – Coco Chanel jako Gabrielle 'Coco' Chanel - Meryl Streepová – Julie a Julia jako Julia Childová - Saoirse Ronanová – Pevné pouto jako Susie Salmon - Gabourey Sidibe – Precious jako Claireece 'Precious' Jones     |
| Nejlepší herec ve vedlejší roli | Nejlepší herečka ve vedlejší roli |
| Christoph Waltz – Hanebný pancharti jako Hans Landa - Christian McKay – Já a Orson Welles jako Orson Welles - Alfred Molina – Škola života jako Jack Miller - Alec Baldwin – Nějak se to komplikuje jako Jake Adler - Stanley Tucci – Pevné pouto jako George Harvey | Mo'Nique – Precious jako Mary Lee Johnston - Kristin Scott Thomas – Nowhere Boy jako Mimi Smith - Vera Farmiga – Lítám v tom jako Alex Goran - Anna Kendrick – Lítám v tom jako Natalie Keener - Anne-Marie-Duff – Nowhere Boy jako Julia Lennon                                     |
| Nejlepší původní scénář | Nejlepší adaptovaný scénář |
| Smrt čeká všude – Mark Boal - Pařba ve Vegas – Jon Lucas a Scott Moore - Hanebný pancharti – Quentin Tarantino - Seriózní muž – Joel Coen a Ethan Coen - Vzhůru do oblak – Bob Peterson a Pete Docter                                                                | Lítám v tom – Jason Reitman a Sheldon Turner - District 9 – Neill Blomkamp a Terri Tatchell - Precious – Geoffrey Fletcher - Politické kruhy – Jesse Armstrong, Simon Blackwell, Armando Iannucci a Tony Roche - Škola života – Nick Hornby                                          |
| Nejlepší kamera | Nejlepší debut – scénář, režie nebo produkce |
| Smrt čeká všude – Barry Ackroyd - Avatar – Mauro Fiore - District 9 – Trent Opaloch - Cesta – Javier Aguirresarobe - Hanebný pancharti – Robert Richardson | Duncan Jones (režisér) – Moon - Lucy Bailey, Elizabeth Morgan Hemlock a David Pearson (režiséři/producenti) – Mugabe and the White African - Eran Creevy (scenárista/režisér) – Shifty - Stuart Hazeldine (scenárista/režisér) – Exam - Sam Taylor-Johnson (režisérka) – Nowhere Boy |
| Nejlepší britský film | Nejlepší původní hudba |
| Fish Tank - Škola života - Politické kruhy - Moon - Nowhere Boy | Vzhůru do oblak – Michael Giacchino - Avatar – James Horner - Crazy Heart – T-Bone Burnett a Stephen Bruton - Fantastický pan Lišák – Alexandre Desplat - Sex & Drugs & Rock & Roll – Chaz Jankel                                                                                    |
| Nejlepší zvuk | Nejlepší produkční design |
| Smrt čeká všude - Avatar - District 9 - Star Trek - Vzhůru do oblak | Avatar - District 9 - Harry Potter a Princ dvojí krve - Imaginárium dr. Parnasse - Hanebný pancharti |
| Nejlepší speciální efekty | Nejlepší kostýmní design |
| Avatar - District 9 - Harry Potter a Princ dvojí krve - Smrt čeká všude - Star Trek | Královna Viktorie - Jasná hvězda - Coco Chanel - Škola života - Single Man |
| Nejlepší masky | Nejlepší masky |
| Královna Viktorie - Coco Chanel - Škola života - Imaginárium dr. Parnasse - Nine | - Smrt čeká všude – Bob Murawski a Chris Innis - Avatar – Stephen E. Rivkin, John Refoua a James Cameron - Lítám v tom – Dana E. Glauberman - Hanebný pancharti – Sally Menke - District 9 – Julian Clarke                                                                           |
| Nejlepší cizojazyčný film | Nejlepší animovaný film |
| Prorok - Rozervaná objetí - Coco Chanel - Bílá stuha - Ať vejde ten pravý | Vzhůru do oblak – Pete Docter - Koralína a svět za tajemnými dveřmi – Henry Selick - Fantastický pan Lišák – Wes Anderson |
| Nejlepší krátký animovaný film | Nejlepší krátkometrážní film |
| Mother of Many - The Happy Duckling - Gruffalo | Nadechnout - 14 - Jade - Kazeta - Off Season |
| Vycházející hvězda | |
| Kristen Stewartová - Jesse Eisenberg - Nicholas Hoult - Carey Mulligan - Tahar Rahim | |